# Orehovica (żupania medzimurska)
Orehovica – wieś w Chorwacji, w żupanii medzimurskiej, w gminie Orehovica. W 2011 roku liczyła 1669 mieszkańców.